# Anne Hathaway (Ehefrau Shakespeares)

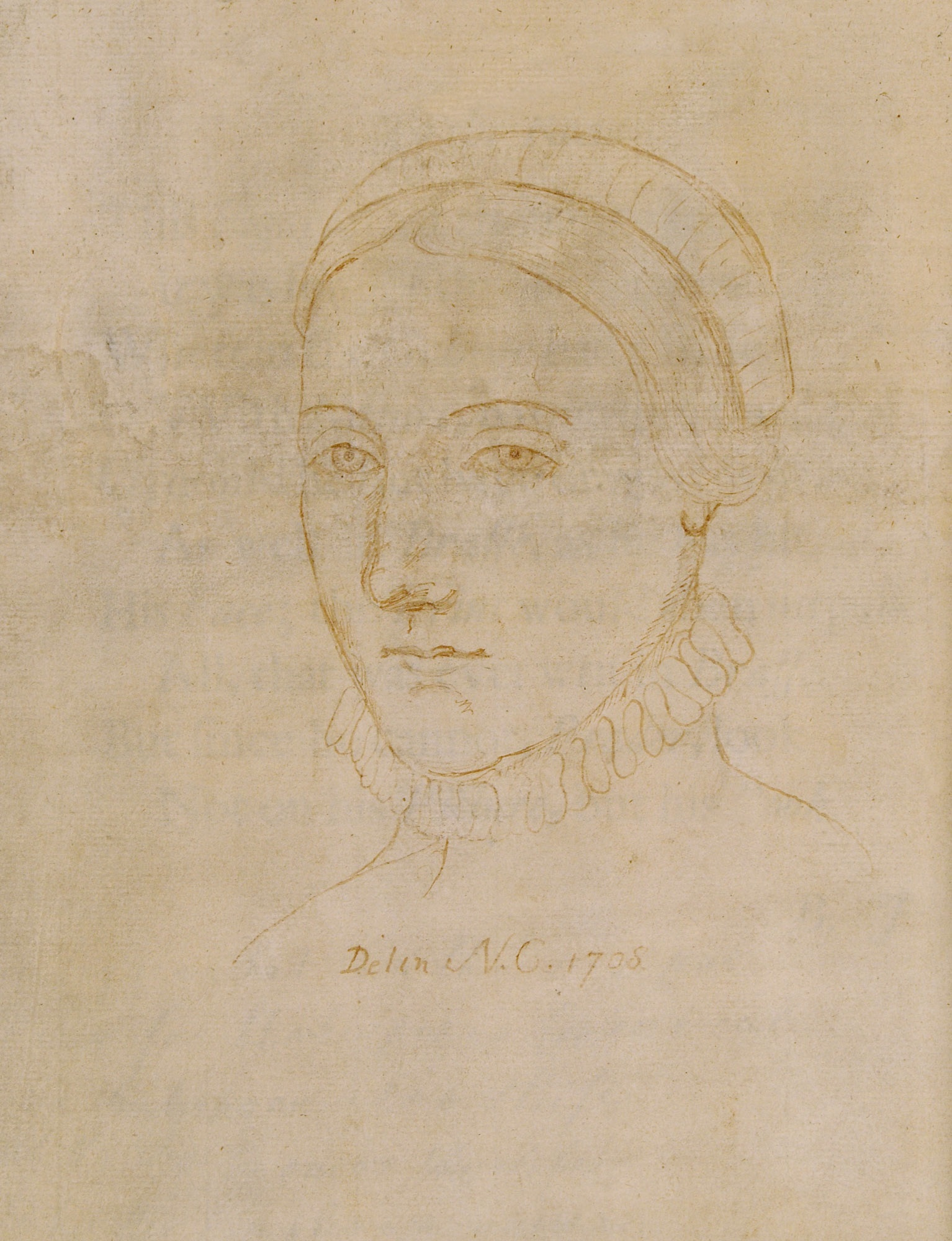
Anne Hathaway

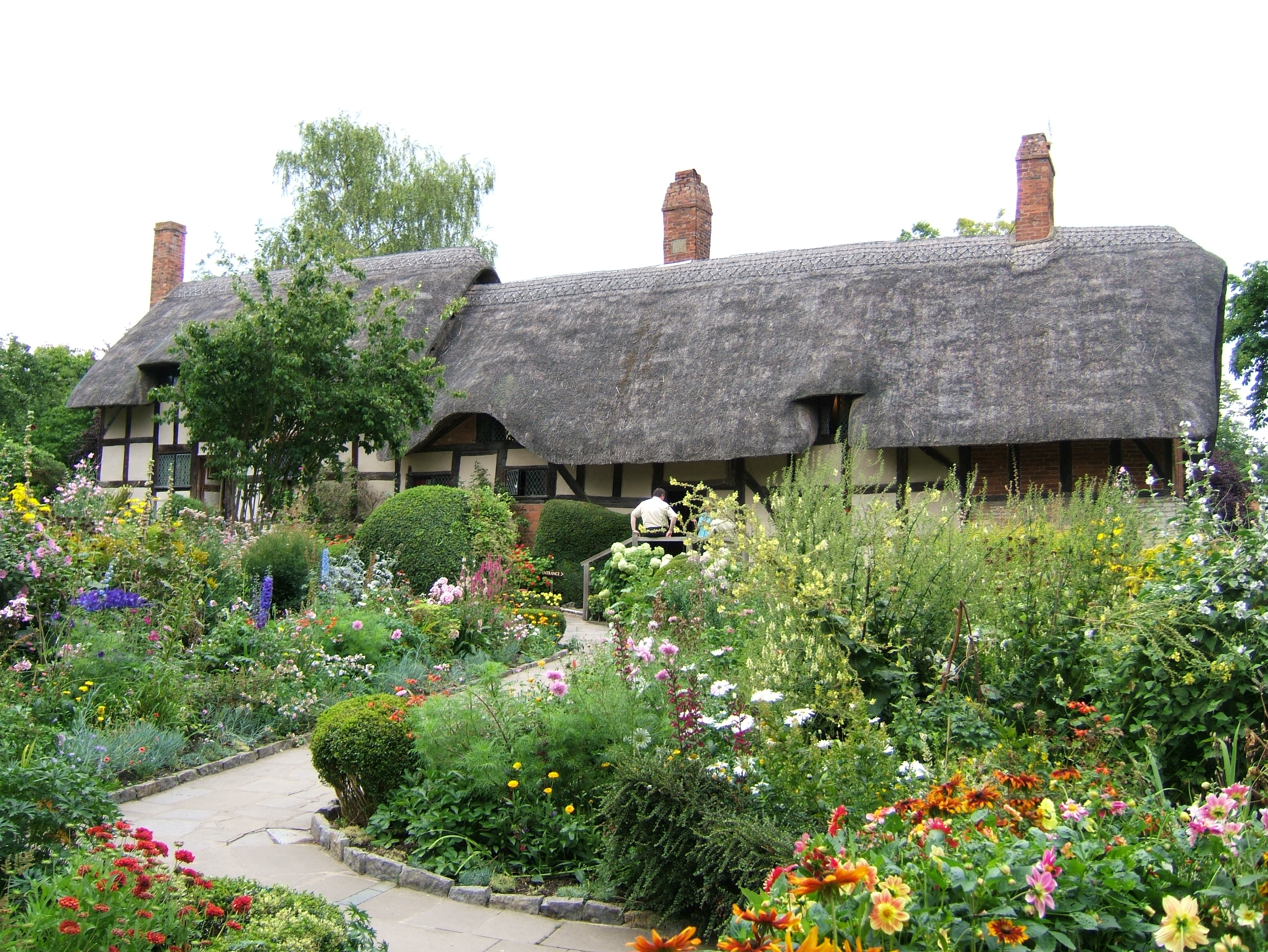
Anne Hathaway Cottage

Anne Hathaway (* 1556; † 6. August 1623 in Stratford-upon-Avon, Warwickshire) war die Ehefrau von William Shakespeare.

## Leben
Shakespeare heiratete mit 18 Jahren die acht Jahre ältere Anne Hathaway. Am 26. Mai 1583, sechs Monate nach Eheschließung, wurde ihr erstes Kind getauft. Sie hatten insgesamt drei Kinder. Von Anne Hathaway weiß man, dass sie die Tochter eines Freisassen war und dass sie ihren Mann um sieben Jahre überlebt hat.

## Die Hochzeitsfrage
Folgendes sind die vorhandenen Fakten: Ein Worcester Dokument belegt einen Eintrag im bischöflichen Register am 27. November 1582, in dem der Bräutigam (Wm. Shaxpere) eine „Annam [Anne/Annes/Agnes] Whateley“ of Temple Grafton heiratete. Ein Dokument vom darauffolgenden 28. November spezifiziert, dass ein „William Shagspere“ und eine „Anne Hathwey of Stratford“ mit der Zustimmung der Braut ihre Vermählung feierten. Der Unterschied der Brautnamen an zwei aufeinanderfolgenden Tagen wurde sehr unterschiedlich bewertet, vom Shakespeare-Spezialisten Honigmann als Irrtum, von Mark Eccles als „kirchlicher Irrtum“ interpretiert. Frederick Pohl vertritt die extremere Position, dass eine Anne Whateley of Temple Grafton nie nachgewiesen werden konnte und nie existiert habe. Burgess geht davon aus, dass es beide Frauen gab, Shakespeare Anne Whateley liebte, aber Anne Hathaway darauf bestand, wegen ihrer Schwangerschaft geheiratet zu werden.